# Karma (chanson de Taylor Swift)
Pour les articles homonymes, voir Karma (homonymie).
Singles de Taylor Swift
Lavender Haze
(2022) Cruel Summer
(2023)
Karma est une chanson de l'auteure-compositrice-interprète américaine Taylor Swift extraite de son dixième album studio Midnights. Elle est envoyée aux radios américaines le 1er mai 2023 en tant que troisième single extrait de l'album. Elle est certifiée or en France en décembre 2024. 
Un remix avec la rappeuse américaine Ice Spice en featuring sort le 26 mai 2023.

## Remix de Ice Spice
Singles par Ice Spice
Princess Diana (en)
(2023) Barbie World
(2023)
Le clip vidéo illustrant le remix de Karma par Ice Spice est réalisé par Taylor Swift. Il est diffusé en avant-première le 26 mai 2023 pendant le concert de l'artiste au MetLife Stadium de East Rutherford dans le cadre de sa tournée The Eras Tour. Durant ce même concert, Ice Spice rejoint Taylor Swift sur scène pour interpréter cette version de la chanson.
Karma est la chanson de clôture du Eras Tour. À plusieurs reprises, la chanteuse change les paroles (Karma is the guy of the Chiefs) pour faire référence à son petit-ami Travis Kelce.

## Classements hebdomadaires
| Classement (2022-2023)              | Meilleure position |
| ----------------------------------- | ------------------ |
| Afrique du Sud (Billboard)          | 21                 |
| Australie (ARIA)                    | 2                  |
| Belgique (Billboard)                | 21                 |
| Canada (Hot 100)                    | 4                  |
| Canada (AC)                         | 16                 |
| Canada (All-Format Airplay)         | 4                  |
| Canada (CHR/Top 40)                 | 1                  |
| Canada (Digital Songs)              | 5                  |
| Canada (Hot AC)                     | 4                  |
| Croatie (HRT Airplay)               | 44                 |
| Espagne (PROMUSICAE)                | 66                 |
| États-Unis (Hot 100)                | 2                  |
| États-Unis (Adult Contemporary)     | 15                 |
| États-Unis (Adult Pop Songs)        | 3                  |
| États-Unis (Dance/Mix Show Airplay) | 13                 |
| États-Unis (Digital Songs)          | 2                  |
| États-Unis (Pop Airplay)            | 1                  |
| États-Unis (Radio Songs)            | 5                  |
| États-Unis (Streaming Songs)        | 4                  |
| France (SNEP)                       | 127                |
| Global 200 (Billboard)              | 6                  |
| Global Excl. US (Billboard)         | 11                 |
| Grèce (IFPI Greece)                 | 12                 |
| Irlande (Irish Singles Chart)       | 8                  |
| Japon (Billboard Hot Overseas)      | 17                 |
| Lettonie (LAIPA)                    | 4                  |
| Malaisie (Billboard)                | 20                 |
| Nigeria (TurnTable Top 100 (en))    | 48                 |
| Norvège (VG-lista)                  | 37                 |
| Nouvelle-Zélande (RMNZ)             | 9                  |
| Pays-Bas (Nederlandse Top 40)       | 35                 |
| Pays-Bas (Airplay Top 50)           | 38                 |
| Philippines (Billboard)             | 7                  |
| Portugal (AFP)                      | 20                 |
| Royaume-Uni (UK Singles Chart)      | 12                 |
| Singapour (RIAS (en))               | 11                 |
| Slovaquie (IFPI Singles Digitál)    | 12                 |
| Suède (Sverigetopplistan)           | 38                 |
| Tchéquie (IFPI Singles Digitál)     | 35                 |
| Viêt Nam (Billboard)                | 25                 |